# خليج كوتش

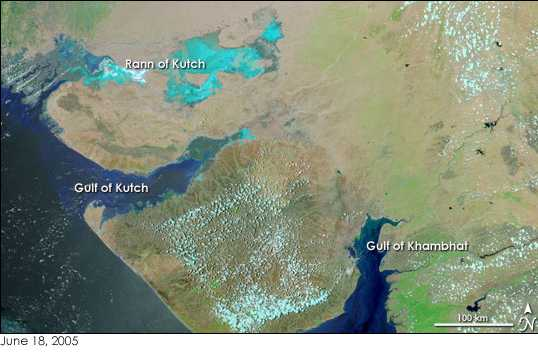
خليج كوتش إلى اليسار صورة من ناسا

خليج كويش أو خَلِيجُ سِنْدَةَ يقع في بحر العرب على الساحل الغربي الهندي ولاية كُجَرَات والتي تقع في شمال غرب الهند. ويشتهر بالمد والجزر.
أقصى عمق للخليج كوتش هو 401 قدم (122 م) ويبلغ طوله 99 كم .